# Девід Маккеон
Девід Маккеон (англ. David McKeon, 25 липня 1992) — австралійський плавець.
Учасник Олімпійських Ігор 2012, 2016 років.
Призер Чемпіонату світу з водних видів спорту 2015 року.
Призер Пантихоокеанського чемпіонату з плавання 2014 року.
Переможець Ігор Співдружності 2014 року.